# Roland
 Ovo je glavno značenje pojma Roland. Za druga značenja pogledajte Roland (razdvojba).
Roland (starofranački: Hruodland; ? - 15. kolovoza 778.) bio je franački vojskovođa u službi kralja Karla Velikog koji je poslije postao poznat kao junak srednjovjekovnog književnog ciklusa poznatog kao Materija Francuske. Roland je kao povijesna osoba bio vojni guverner Bretonske marke, odnosno bio zadužen braniti franačke granice od napada Bretonaca sa zapada. 
Jedini njegov spomen je u Einhardovom djelu  Vita Karoli Magni, gdje se opisuje kao Hruodlandus Brittannici limitis praefectus ("Roland, prefekt granice Bretanije") te navodi njegova smrt u bitci kod Roncesvallesa, kada je zaštitnica Karlove vojske pod njegovom komadnom, zajedno s prtljagom, napadnuta od pobunjenih Baska.
Rolandova smrt tijekom povlačenja u bitci kod Roncesvallesa je romantizirana u kasnijoj srednjovjekovnoj i renesansnoj književnosti. U njoj je postao glavni paladin cara Karla Velikog i junak ciklusa pjesama poznatih kao Materija Francuske. Prvo i najvažnije takvo djelo je bio starofrancuski ep Pjesma o Rolandu iz 11. stoljeća. Dva remek-djela talijanske renesansne poezije Orlando innamorato i Orlando furioso, su još dalje odmakla od povijesne točnosti nego ranije pjesme. Roland se u poeziji povezuje s mačem Durendalom, konjem Veillantifom i rogom Oliphauntom.